# Anycles tenebrosa
Anycles tenebrosa là một loài bướm đêm thuộc phân họ Arctiinae, họ Erebidae.